# Rasa de Vivets
La Rasa de Vivets és un torrent afluent per la dreta de la Rasa de l'Estany la qual, ensems, ho és del Riu Negre. El seu recorregut transcorre íntegrament pel terme municipal de Riner (Solsonès).

## Descripció
Neix al nord-est del Santuari del Miracle. D'orientació predominant cap a l'1 del rellotge, s'escola cap a la Rasa de l'Estany deixant a llevant les masies de Vivets i el Villaró de la Torre i a ponent la de la Cirosa

## Perfil del seu curs
| Recorregut (en m.) | Altitud (en m.) | Pendent |
| ------------------ | --------------- | ------- |
| 0                  | 769             | -       |
| 250                | 732             | 14,8%   |
| 500                | 723             | 3,6%    |
| 750                | 701             | 8,8%    |
| 1.000              | 670             | 12,4%   |
| 1.208              | 659             | 5,3%    |

## Xarxa hidrogràfica
La Rasa de Vivets no té cap afluent
| Xarxa hidrogràfica de la Rasa de Vivets |                                                               |                      |
| Codi del corrent fluvial                | Coordenades del seu origen                                    | longitud (en metres) |
| Rasa de Vivets                          | 41° 55′ 7.650″ N, 1° 31′ 46.33″ E / 41.91879167°N,1.5295361°E | 1.725                |